# Felix Bressart
Felix Bressart est un acteur allemand né le 2 mars 1895 à Eydtkuhnen, arrondissement de Stallupönen province de Prusse-Orientale (aujourd'hui Tchernychevskoïe en Russie) et mort le 17 mars 1949 à Los Angeles.

## Filmographie
- 1930 : Le Chemin du paradis de Wilhelm Thiele : Bailiff
- 1931 : La Secrétaire privée (Die Privatsekretärin) de Franz Schulz et Wilhelm Thiele : Hasel
- 1931 : Nie wieder Liebe d'Anatole Litvak
- 1933 : ...und wer küßt mich? de E. W. Emo
- 1939 : Les trois jeunes filles ont grandi (Three Smart Girls Grow Up) d'Henry Koster : professeur de musique
- 1939 : Bridal Suite de Wilhelm Thiele
- 1939 : Ninotchka d'Ernst Lubitsch : Buljanoff
- 1939 : Swanee River de Sidney Lanfield : Henry Kleber
- 1940 : Third Finger, Left Hand de Robert Z. Leonard : August Winkle
- 1940 : Rendez-vous à minuit (It All Came True) : The Great Boldini
- 1940 : La Vie de Thomas Edison (Edison, the Man) de Clarence Brown : Michael Simon
- 1940 : Escape de Mervyn LeRoy : Fritz Keller
- 1940 : Camarade X : Igor Yahupitz, alias Vanya, le valet
- 1940 : Chante mon amour : Max
- 1940 : Rendez-vous (The Shop Around the Corner) de Lewis Seiler : Pirovitch
- 1941 : Kathleen de Harold S. Bucquet : Monsieur M. Schoner
- 1941 : Les Oubliés (Blossoms in the Dust) : Docteur Max Breslar
- 1941 : La Danseuse des Folies Ziegfeld (Ziegfeld girl) : Mischa
- 1942 : Carrefours (Crossroads) : Docteur André Tessier
- 1942 : To be or not to be : Greenberg
- 1943 : Un espion a disparu (Above Suspicion) : Monsieur A. Werner
- 1944 : Greenwich Village : Hofer
- 1944 : Âmes russes (Song of Russia) de Gregory Ratoff et László Benedek : Petrov
- 1944 : The Seventh Cross : Poldi Schlamm
- 1945 : Sans amour (Without love) : Prof. Ginza
- 1946 : Je vous ai toujours aimé (I've Always Loved You) : Frederick Hassman
- 1948 : Si bémol et Fa dièse : Prof. Gerkikoff
- 1948 : Le Portrait de Jennie de William Dieterle : Pete
- 1949 : Ma bonne amie Irma de George Marshall : Prof. Kropotkin (remplacé par Hans Conried, non au générique)